# Heinrich Schlitt

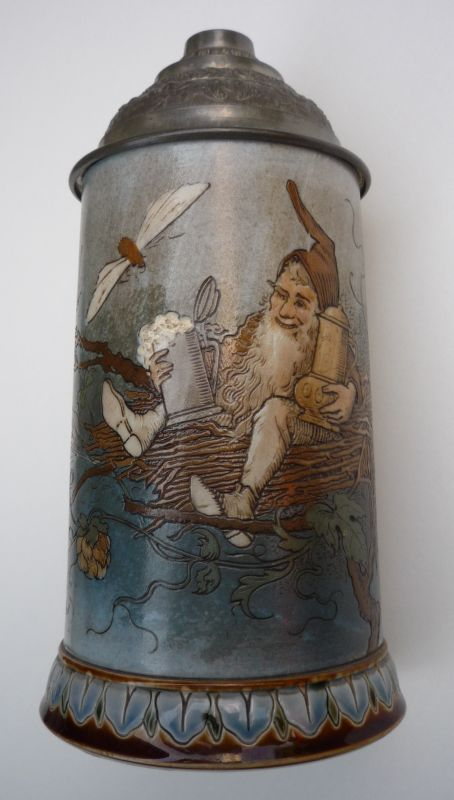
Heinrich Schlitt: Krug aus geritztem Steinzeug (Entwurf für Villeroy & Boch)

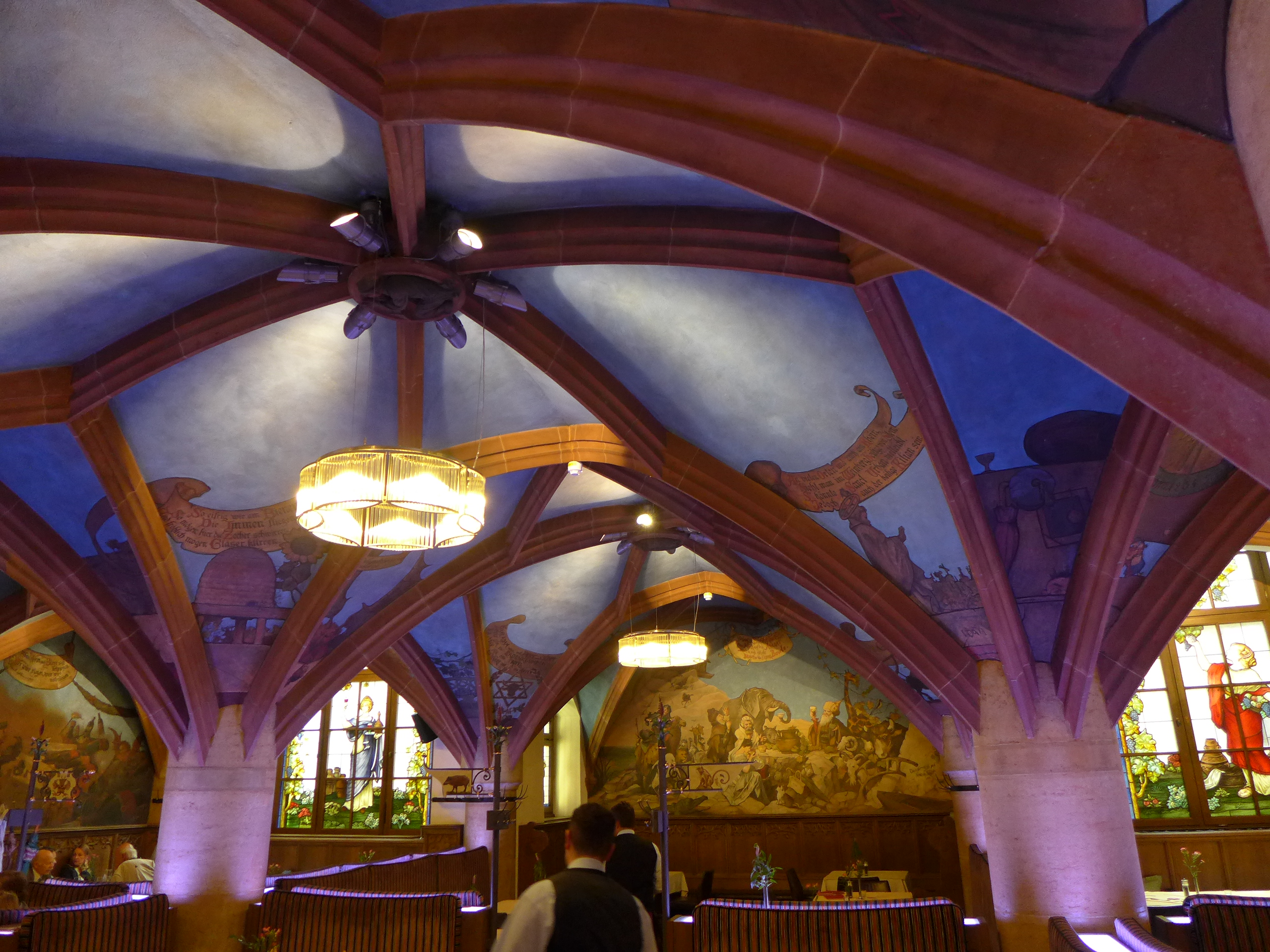
Gewölbemalerei im Ratskeller, Neues Rathaus München

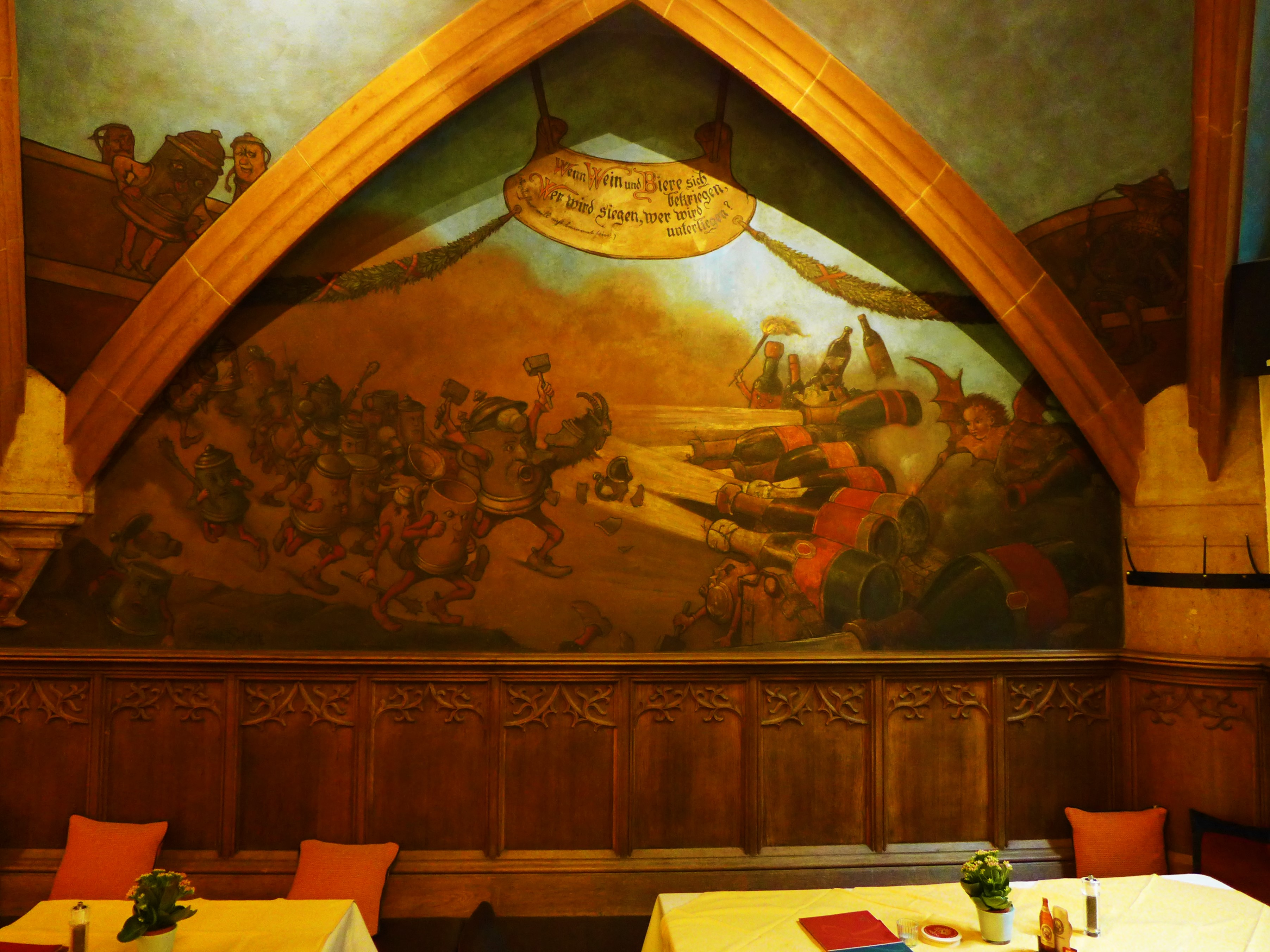
Wandmalerei im Ratskeller des Münchner Neuen Rathauses "Wenn Wein und Biere sich bekriegen..."

Heinrich Schlitt (* 21. August 1849 in Biebrich am Rhein; † 19. November 1923 in München) war ein Künstler, der besonders wegen seiner Zwergen-, Sagen- und Märchenmotive bekannt wurde.

## Leben und Werk
Schlitt war der Sohn eines Kanzlisten. Er war zunächst Soldat in niederländischen Diensten.
Sein malerisches Talent wurde von dem Wiesbadener Maler Kaspar Kögler, der in Wiesbaden eine Mal- und Zeichenschule unterhielt, gefördert. Seit Mai 1875 studierte er an der Akademie der Bildenden Künste München bei Barth und Wilhelm Lindenschmit in der Naturklasse. Er stellte seine Werke für die Münchner Künstlergenossenschaft im Königlichen Glaspalast aus. Er wohnte für einige Zeit in der Heustraße Nr. 18 und später in der Schwanthalerstraße Nr. 95.

### Zeichner, Illustrator und Fayencen-Maler
Die Motive für seine humorvollen Bilder nahm er aus alltäglichen Situationen. Schlitt malte Bilder und gab Krügen sein Motiv. Er arbeitete auch erfolgreich als Illustrator für die Illustrirte Zeitung, die Zeitschriften Über Land und Meer, Daheim und Schalk.
Obwohl Schlitt in Deutschland fast unbekannt geblieben ist, hat er doch international den Ruf eines bekannten Gnomen- und Fayencen-Malers inne, und in Amerika waren seine Kunstobjekte beliebt. Er hat unter anderem Anfang des 20. Jahrhunderts Keramiken für Villeroy & Boch entworfen. Noch heute sind die von ihm entworfenen Bierseidel gesuchte Sammlerobjekte auf dem Kunstmarkt.

### Wandmaler
Zusammen mit Kögler und dem jüngeren Kollegen Wilhelm Weimar (1859–1914) malte er 1890 im Ratskeller, des vom Architekten Georg von Hauberrisser entworfenen Neuen Rathaus in Wiesbaden, den „Bierkeller“ aus. Die kostbarsten humoristischen, realistischen Fresken der wilhelminischen Stadt Wiesbaden wurden – obwohl seit den 1930er Jahren unter Denkmalschutz stehend – 1987 aus „Kostengründen“ nicht restauriert, sondern getilgt.
Im Ratskeller des ebenfalls von Hauberrisser im Stil der Neorenaissance erbauten Rathauses in München, wurden die lustigen und hintergründigen Gewölbe-, Decken- und Wandmalereien, die Schlitt 1905 gestaltet hatte, gepflegt. Heute sind sie eine der vielen Attraktionen der bayerischen Hauptstadt und stellen ein Schmuckstück besonderer Art dar, auf das nicht nur die Rathauskeller-Betreiber „besonders stolz sind.“ Er schuf zudem einige Friese für das Palais Prinz Luitpold in München.